# Centrum LIM
Il Centrum LIM è un grattacielo che si trova a Varsavia in Polonia.
Costruito nel 1989 nel centro di Varsavia dalla LIM Joint Venture Sp. Ltd., un consorzio di tre aziende composto dalla Polish Airlines, ILBAU GmbH (una società di costruzioni austriaca) e la catena alberghiera Marriott International.